# The Fabulous Faker Boy
The Fabulous Faker Boy é o vigésimo episódio da vigésima quarta temporada do seriado de animação de comédia de situação The Simpsons, emitido originalmente em 12 de maio de 2013. Foi escrito por Brian McConnachie e dirigido por Bob Anderson, e teve como convidados especiais creditados Justin Bieber,Bill Hader, Jane Krakowski, e Patrick Stewart.

## Enredo
Marge tem uma reunião de pais com o Diretor Skinner, que diz a ela que Bart poderia praticar uma atividade musical para melhorar suas notas. Marge concorda, e ela tenta arrumar um professor musical, mas ele rejeita todas as opções oferecidas (Sideshow Mel, Comic Book Guy, e o Professor Frink). Então, ele se apaixona por Zhenya, uma mulher russa, a quem Marge concorda a ser o professor. Em um breve intervalo de tempo, Bart se demonstra tornar um grande pianista, demosntrando capacidades de gravar um CD. Quando Zhenya revela os motivos reais de suas aulas de música (para ajudar seu pai aprender a dirigir), Bart começa a sentir-se negligenciado, e durante um recital, ele admite sua culpa. Marge está furiosa com ele até que o pai de Zhenya aparece e diz que ele realmente obteve sua carteira de motorista por subornar Patty e Selma com jeans falsificadas. Depois disso, ela perdoa Bart, dizendo que ela está orgulhosa dele por ter dito a verdade.
Enquanto isso, Homer perde seus dois últimos fios de cabelo na cabeça e fica totalmente careca. Ele tenta escondê-lo, usando chapéus diferentes e uma peruca, mas essas tentativas não funcionam. Em seguida, ele encontra um homem na usina, que lhe dá conselhos preciosos. Quando Homer admite a Marge que ele já não tem cabelo na cabeça, ela o conforta. Depois disso, o cabelo de Homer milagrosamente volta a crescer.

## Recepção

### Crítica
Robert David Sullivan, do The A.V. Club deu ao episódio um "C-", dizendo: "A relação entre Marge e Bart é realmente aquela que não tem sido resolvida até à morte de The Simpsons, mas trata-se também de uma história pela metade, que foi resolvido muito rapidamente neste episódio." Teresa Lopez, do TV Fanatic, deu ao episódio duas estrelas e meia de cinco, classificando a relação de Marge e Bart neste episódio como "relacionamento simples". Ainda acrescentou que: " o enredo "B", que envolve a perda dos dois últimos fios de cabelo de Homer fez levar a algumas hilariantes as citações dos Simpsons e uma aparição surpreendente de Patrick Stewart (um dos mais sexy e mais confiantes homens carecas), mas foi principalmente um veículo perturbador que permitiu Homer experimentar vários chapéus."

### Audiência
Em sua exibição original, o episódio foi assistido por 4,16 milhões de espectadores e recebeu 2.0 pontos de audiência na demográfica 18-49, segundo ao instituto de mediação de audiências Nielsen. Foi o segundo show mais assistido da FOX naquela noite.